# 新型コロナウイルス感染症対策担当大臣
新型コロナウイルス感染症対策担当大臣（しんがたコロナウイルスかんせんしょうたいさくたんとうだいじん）は、日本の国務大臣で、新型コロナウイルス感染症対策に関する施策を総合的に推進するために企画立案及び行政各部の所管する事務の調整を担当することを命じられた者の呼称。2020年3月6日に西村康稔経済再生担当大臣が口頭で指示された。菅義偉内閣においても同様に口頭で指示された。
2021年10月4日の岸田内閣においては経済再生担当大臣の山際大志郎に対し、「新型コロナウイルス感染症対策及び公衆衛生上の危機管理に関する施策を総合的に推進するために企画立案及び行政各部の所管する事務の担当」（新型コロナ対策・健康危機管理担当大臣）が辞令を用いて命じられたため、新型コロナウイルス感染症対策担当大臣は廃止された。

## 概説
2020年3月6日、内閣総理大臣の安倍晋三が新型インフルエンザ等対策特別措置法改正案の担当を兼務するよう西村康稔経済再生担当大臣に指示した。
西村康稔に対し、国務大臣として「新型インフルエンザ等対策特別措置法に関する事務の担当」を命じる等の発令は官報に掲載されておらず、この人事は辞令を用いたものではなく口頭での指示によるものであった。新型コロナ感染症対策担当相には内閣官房、厚労省の各省や自治体にまたがる縦割り行政を抑え込んでコロナ対策を調整する政治力が必要とされ、新型コロナ感染症対策担当相は経済再生相と経済財政政策担当の内閣府特命担当大臣を兼務していることにより、法律上も各省庁に睨みが利く強い権限が与えられているとする報道がある。ただし、これは経済再生相が各省庁に睨みが利く強い権限があることから、別の担当においても法律上の権限があるとしている。同様の口頭による指示は、新型コロナウイルス感染症のワクチン接種を円滑に推進するために、行政各部の所管する事務の調整の担当を指示されていた河野太郎の場合がある。

## 歴代大臣
| 代                                   | 氏名                                 | 氏名                                 | 内閣                                 | 内閣                                 | 在職期間                             | 党派                                 |
| 新型コロナウイルス感染症対策担当大臣 | 新型コロナウイルス感染症対策担当大臣 | 新型コロナウイルス感染症対策担当大臣 | 新型コロナウイルス感染症対策担当大臣 | 新型コロナウイルス感染症対策担当大臣 | 新型コロナウイルス感染症対策担当大臣 | 新型コロナウイルス感染症対策担当大臣 |
| ------------------------------------ | ------------------------------------ | ------------------------------------ | ------------------------------------ | ------------------------------------ | ------------------------------------ | ------------------------------------ |
| 1                                    |                                      | 西村康稔                             | 第4次安倍第2次改造内閣               | 第4次安倍第2次改造内閣               | 2020年3月6日 - 2020年9月16日         | 自由民主党                           |
| 1                                    | 菅義偉内閣                           | 菅義偉内閣                           | 2020年9月16日 - 2021年10月4日        |                                      |                                      | 自由民主党                           |